# 金華百貨
金華百貨是台灣一家已經結束營業的百貨商場，1989年成立。

## 發展緣起
金華百貨位於臺北車站，為臺灣鐵路管理局鐵路車站現代化經營先驅之一，當時由台鐵招標，最後由上嫺公司以每個月新臺幣730萬元標下為期4年的經營權，雙方簽約從1989年7月開始營業。

## 樓面規劃
簽約後，上嫺公司在台北車站二樓成立「金華百貨」，分為小吃及百貨兩大營業區。

## 後續發展
- 上嫺公司再以台鐵租金的兩倍價格轉租其他業者，當起「二房東」。
- 上嫺公司以台鐵當時交給他們的營業面積與實際有出入為由，拒繳租金，引發合約糾紛。上嫺公司指控台鐵未依約交付應有的營業面積及機電空調等相關設施，導致設櫃廠商銳減，只能使用台北車站二樓的南區、東區及部分的北區，賣場面積實際只有909坪左右，而非契約所訂的1354坪。台鐵提請仲裁，請求上嫺公司遷讓二樓及返還租金。
- 中華民國商務仲裁協會認為，上嫺公司與台鐵應在約滿後續約一次，1997年新約屆滿時上嫺公司就應遷離。上嫺公司不滿仲裁結果，向法院提起撤銷仲裁判斷訴訟。
- 中華民國最高法院曾經三次將撤銷仲裁判斷的訴訟發回臺灣高等法院更審。經過多年纏訟，最高法院終於判決台鐵勝訴確定，上嫺公司必須遷讓台北車站二樓所承租的用地，而於2005年被強制收回[1][2]。
- 最後重新規劃再招標，由微風廣場得標，現為微風臺北車站。